# Jungfrau Marathon
La Jungfrau Marathon è una maratona di corsa in montagna che ha luogo ogni anno a settembre nella regione alpina dell'Oberland Bernese. Prende il nome dalla Jungfrau, montagna al cospetto della quale la competizione si svolge.
La prima Jungfrau Marathon si è tenuta nel 1993. Approssimativamente 3.500 atleti provenienti da circa 35 nazioni corrono ogni anno lungo il tracciato. La rivista statunitense Marathon ha giudicato questa maratona come la più bella al mondo.

## La corsa

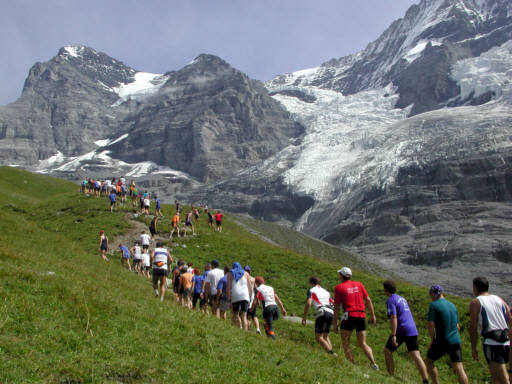
Edizione del 2004 nel passaggio del 40º km.

I 42.195 km della corsa iniziano ad Interlaken e obbligano a superare un dislivello positivo di 1.823 m per giungere al traguardo di Kleine Scheidegg, valico che offre uno straordinario scenario dell'Eiger, del Mönch e della Jungfrau.
I primi 21 km di gara si snodano tra strade secondarie con fondo a metà tra l'asfalto e lo sterrato, per un totale di circa 200 metri di dislivello positivo. A Lauterbrunnen, dopo aver percorso un anello di 5 km a sud della città, inizia la parte più impegnativa: una salita di circa 15 km con 1300 m di dislivello positivo, che raggiunge il suo punto più alto a 2.205 m intorno al quarantesimo kilometro. L'ultimo chilometro, lungo una ripida discesa, porta alla stazione ferroviaria di Kleine Scheidegg (2061 m s.l.m.).

## Albo d'oro
Chiave:
  Record della corsa
| Edizione | Anno        | Vincitore maschile    | Tempo (h:m:s) | Vincitrice femminile   | Tempo (h:m:s) |
| -------- | ----------- | --------------------- | ------------- | ---------------------- | ------------- |
| I        | 25-09-1993  | Jörg Hägler           | 3:00:05       | Birgit Lennartz        | 3:30:00       |
| II       | 24-09-1994  | Marco Kaminski        | 3:02:05       | Fabiola Rueda-Oppliger | 3:34:01       |
| III      | 09-09-1995  | Marco Kaminski        | 3:00:19       | Sibylle Blersch        | 3:28:46       |
| IV       | 07-09-1996  | Marco Kaminski        | 2:55:07       | Isabella Moretti       | 3:27:57       |
| V        | 06-09-1997  | Marco Kaminski        | 2:58:43       | Franziska Rochat-Moser | 3:22:49       |
| VI       | 05-09-1998  | Petr Kadlec           | 2:59:03       | Irina Kazakova         | 3:23:53       |
| VII      | 04-09-1999  | Marco Kaminski        | 2:54:34       | Svetlana Netchaeva     | 3:23:38       |
| VIII     | 02-09-2000  | Sergey Kaledin        | 2:59:33       | Svetlana Netchaeva     | 3:22:04       |
| IX       | 01-09-2001  | Chaham El Maati       | 2:56:36       | Marie-Luce Romanens    | 3:21:03       |
| X        | 6/7-09-2002 | Tesfaye Eticha        | 2:53:28       | Chantal Dällenbach     | 3:25:18       |
| XI       | 06-09-2003  | Jonathan Wyatt        | 2:49:01       | Emebet Abossa          | 3:21:46       |
| XII      | 11-09-2004  | Tesfaye Eticha        | 2:59:30       | Emebet Abossa          | 3:23:11       |
| XIII     | 10-09-2005  | Tesfaye Eticha        | 2:59:21       | Emebet Abossa          | 3:29:15       |
| XIV      | 09-09-2006  | Tesfaye Eticha        | 2:59:44       | Simona Staicu          | 3:26:26       |
| XV       | 08-09-2007  | Jonathan Wyatt        | 2:55:33       | Anita Håkenstad        | 3:23:06       |
| XVI      | 06-09-2008  | Hermann Achmüller     | 3:03:18       | Simona Staicu          | 3:35:05       |
| XVII     | 05-09-2009  | Jonathan Wyatt        | 2:58:33       | Claudia Landolt        | 3:34:24       |
| XVIII    | 09-09-2010  | Marco De Gasperi      | 2:56:42       | Simona Staicu          | 3:33:45       |
| XIX      | 10-09-2011  | Markus Hohenwarter    | 3:01:52       | Aline Camboulives      | 3:29:56       |
| XX       | 09-09-2012  | Markus Hohenwarter    | 2:59:42       | Stevie Kremer          | 3:22:42       |
| XXI      | 15-09-2013  | Geoffrey Ndungu       | 2:50:28       | Andrea Mayr            | 3:20:21       |
| XXII     | 13-09-2014  | Michieka Paul Maticha | 3:01:57       | Aline Camboulives      | 3:27:21       |
| XXIII    | 15-09-2015  | Mustafa Shaban        | 3:02:36       | Aline Camboulives      | 3:28:43       |
| XXIV     | 10-09-2016  | Robbie Simpson        | 3:01:57       | Martina Strähl         | 3:19:15       |
| XXV      | 09-09-2017  | Jose David Cardona    | 2:56:20       | Maude Mathys           | 3:12:56       |
| XXVI     | 08-09-2018  | Robbie Simpson        | 2:56:31       | Martina Strähl         | 3:14:36       |
| XXVII    | 07-09-2019  | Robbie Simpson        | 2:59:29       | Simone Troxler         | 3:36:13       |